# Adenin
Adenine (a-đê-nin) là một trong hai loại nucleobase thuộc nhóm purine là thành phần tạo nên các nucleotide trong các nucleic acid (DNA và RNA). Trong chuỗi xoắn kép DNA, thì adenine (A) gắn với thymine (T) qua hai liên kết hiđrô theo nguyên tắc bổ sung, nhờ đó giữ ổn định cấu trúc của DNA. Trong RNA, adenine đôi khi gắn với uracil (U), cũng qua hai liên kết hiđrô, theo nguyên tắc bổ sung, vì RNA không có T mà thay bằng U.
Adenine tham gia cấu tạo hai loại nucleoside: nó gắn với ribose tạo thành adenosine, còn khi gắn với deoxyribose, nó tạo ra deoxyadenosine; adenosine triphosphate (ATP), là một nucleotide có 3 nhóm phosphate của adenosine. Adenosine triphosphate được sử dụng trong các hoạt động chuyển hóa tế bào như là một trong những phương pháp cơ bản để chuyển năng lượng giữa các phản ứng.
Trong các tài liệu trước đây, adenine đôi khi được gọi là Vitamin B4. Tuy nhiên bây giờ nó không còn được xem là một vitamin thực thụ nữa (xem thêmVitamin B).
Một số người cho rằng, trong nguồn gốc của sự sống trên Trái Đất, phân tử adenine đầu tiên được tạo ra do sự polymer hóa của 5 phân tử hiđrô cyanide (HCN).
Adenine có thể được hình thành từ ngoài Trái Đất.